# Kirk Baily
Kirk Baily (Nueva York, 2 de febrero de 1963-28 de febrero de 2022) fue un actor estadounidense.

## Biografía
Nacido en Nueva York en 1963, no se dedicó a la actuación sino hasta el año 1988, cuando rondaba los 25 años. En 1991 obtuvo su primer rol importante al interpretar al ayudante de campo Kevin "Ug" Lee en la serie de Nickelodeon Salute Your Shorts (en español, Saluda a tus pantalones).
Luego de la finalización de ese programa, apareció ocasionalmente como actor invitado en diversos programas televisivos y películas. En la década de los 90 comenzó su carrera como actor de voz. También fue actor de doblaje al inglés de varias películas japonesas de animé. Posteriormente, dio su voz a películas infantiles como Over the Hedge y Open Season. También apareció en las películas Houseguest y The Sixth Man.
En febrero de 2007, le dio voz al personaje Ted Murphy en la serie Afterworld.
Falleció el 28 de febrero de 2022, a los 59 años. Hacía seis meses que había sido diagnosticado con cáncer de pulmón. Su muerte fue anunciada por amigos en las redes sociales.